# 诺鲁瓦 (瓦兹省)
诺鲁瓦（法語：Noroy，法語發音：[nɔʁwa]）是法国瓦兹省的一个市镇，属于克莱蒙区。

## 地理
诺鲁瓦（49°26'54"N, 2°30'10"E）面积5.45 平方千米，位于法国上法蘭西大區瓦兹省，该省份为法国北部内陆省份，北起索姆省，西接厄尔省和滨海塞纳省，南至塞纳-马恩省和瓦兹河谷省，东临埃纳省。
与诺鲁瓦接壤的市镇（或旧市镇、城区）包括：塞尔努瓦、屈尼耶尔、埃尔坎维莱、富约斯、曼布维尔、普龙勒鲁瓦、雷梅库尔、圣欧班苏塞尔克里。

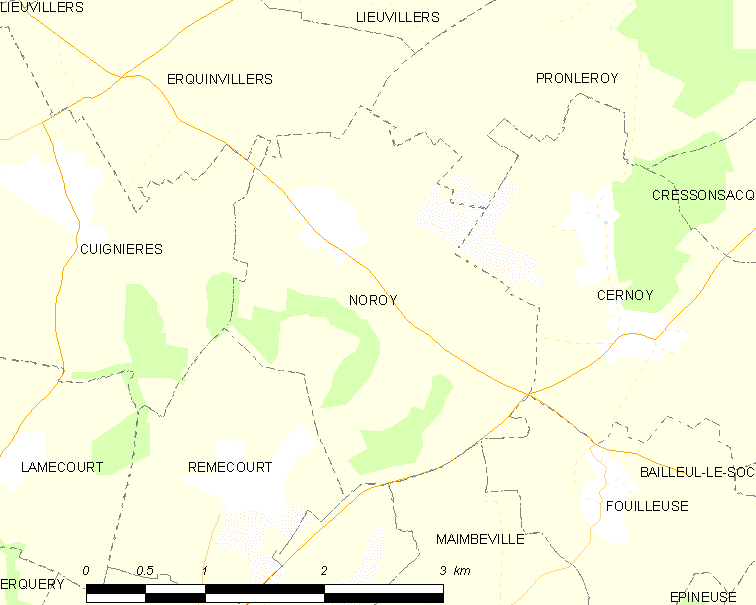
的OSM定位图

诺鲁瓦的时区为UTC+01:00、UTC+02:00（夏令时）。

## 行政
诺鲁瓦的邮政编码为60130，INSEE市镇编码为60466。

## 政治
诺鲁瓦所属的省级选区为圣瑞斯特昂绍塞县。

## 人口

1962-2008年间人口变化图示

诺鲁瓦于2022年1月1日时的人口数量为254人。